# Antegnate
Antegnate är en ort och kommun i provinsen Bergamo i regionen Lombardiet i Italien. Kommunen hade 3 258 invånare (2018).